# Jodok (Heiliger)

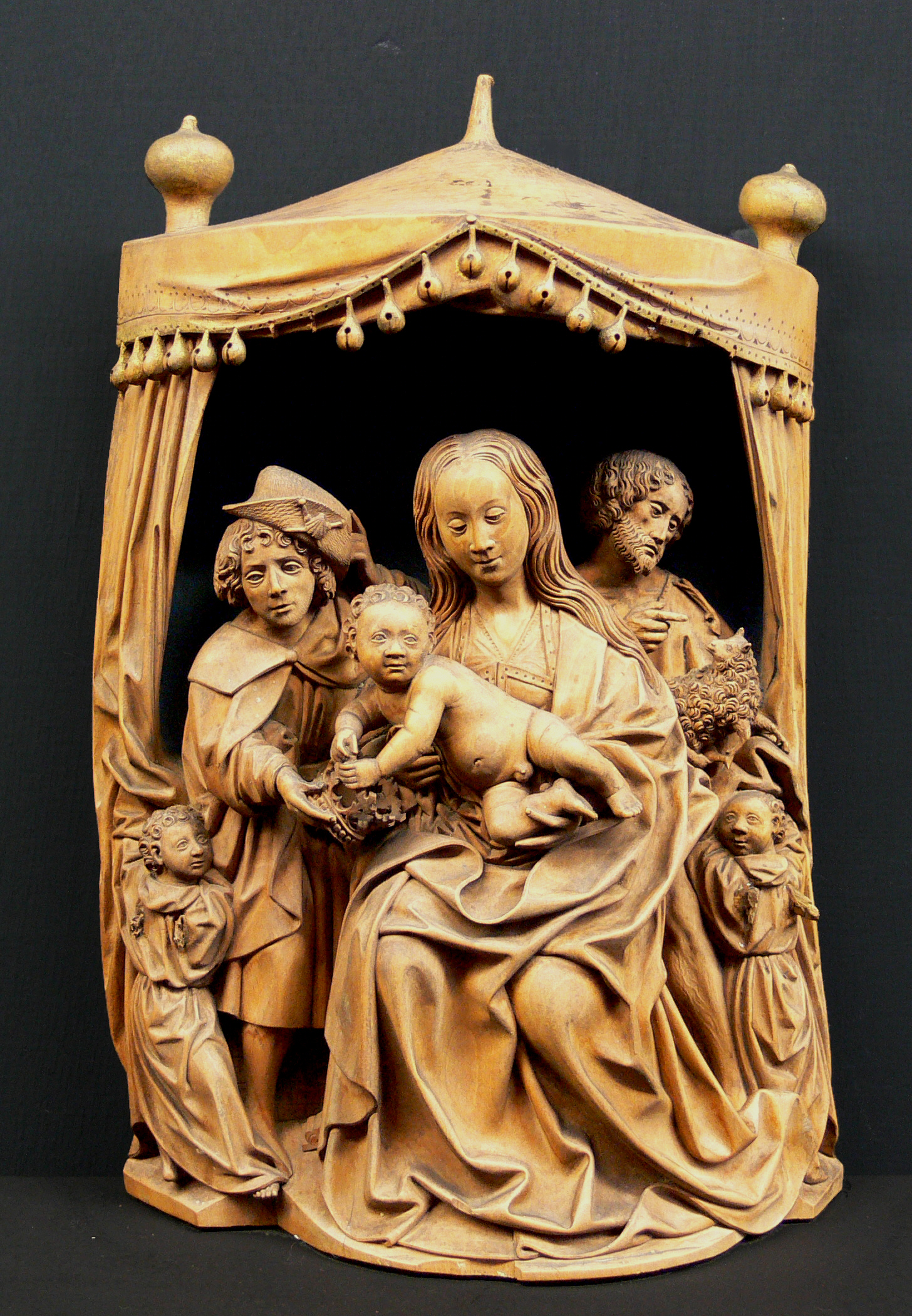
Der hl. Jodokus übergibt dem Jesuskind seine Krone (Muttergottes zwischen St. Jodok und Johannes dem Täufer, Holland, um 1490, Bayerisches Nationalmuseum München; Inv. Nr. MA 1793)

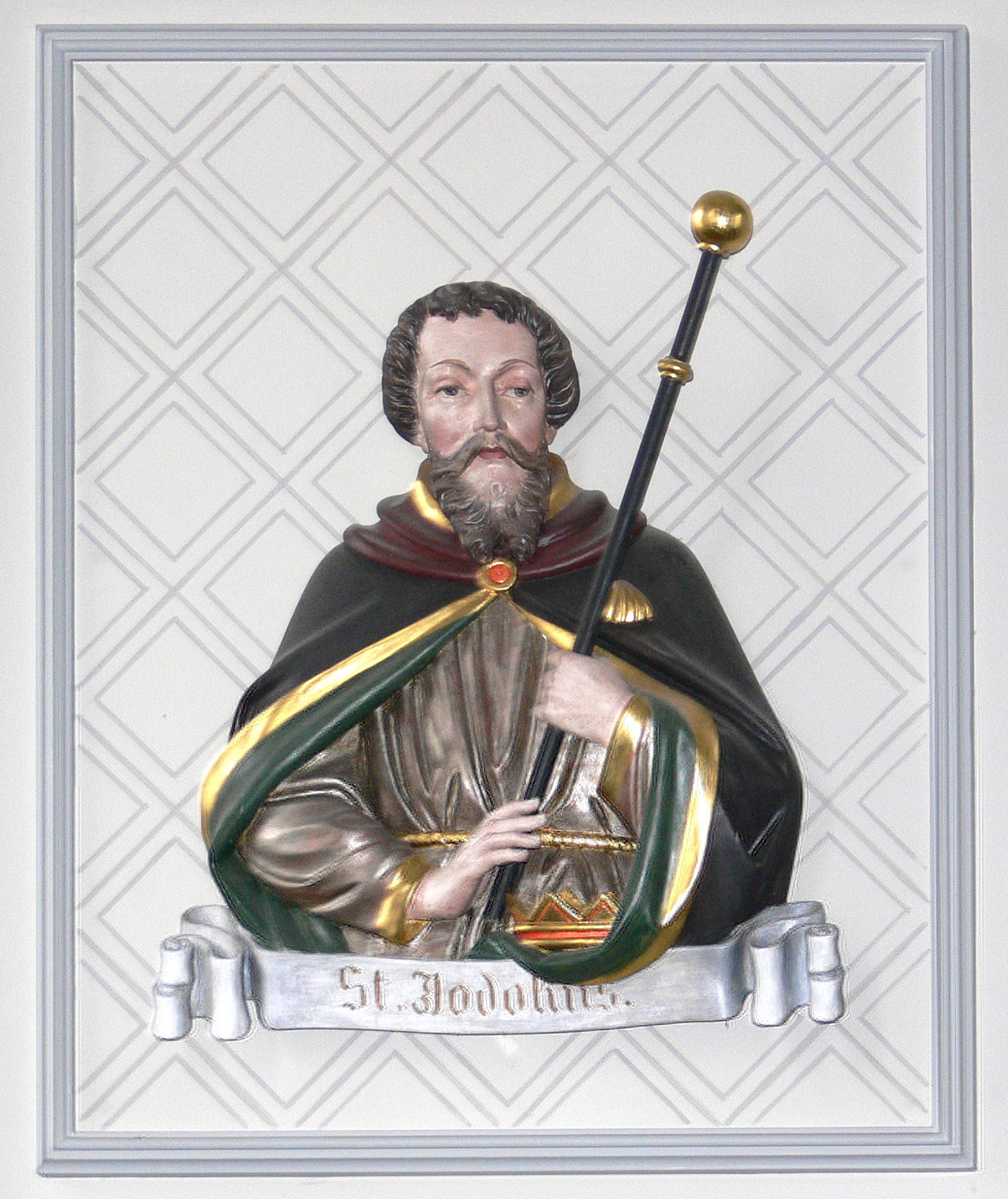
Hl. Jodokus, Brustbild (um 1889) von Moriz Schlachter, Pfarrkirche St. Christina, Ravensburg

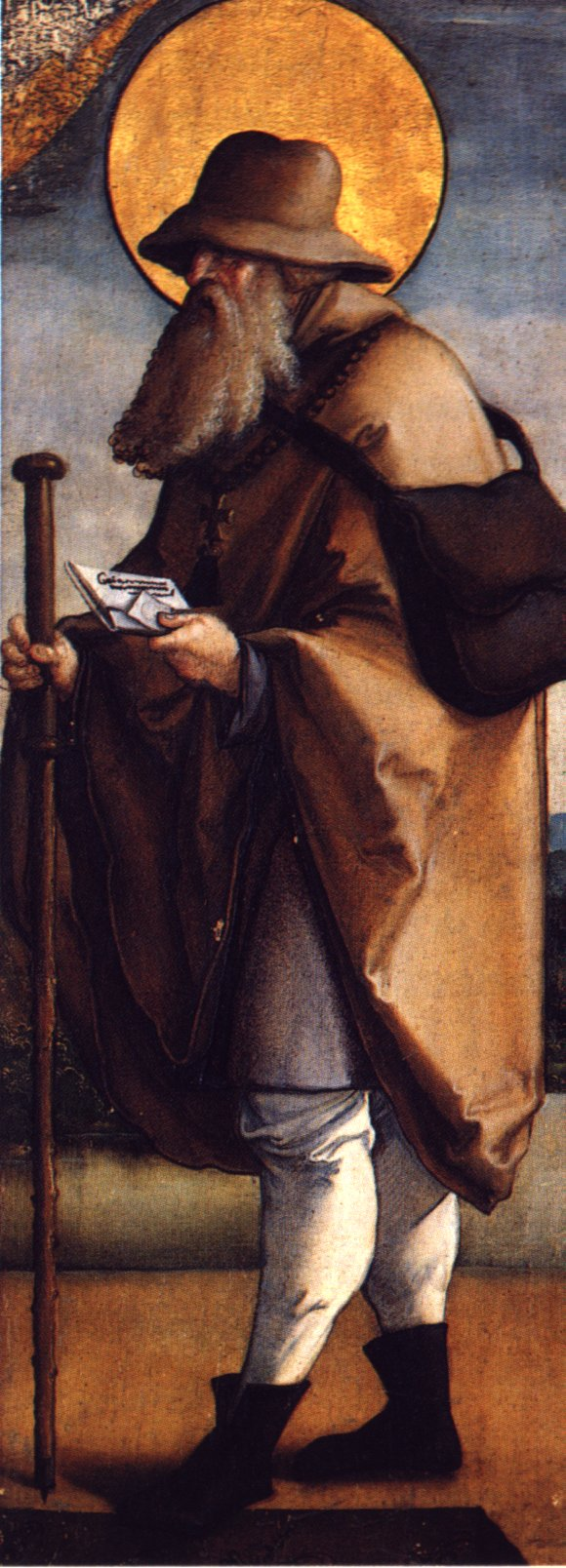
Meister von Meßkirch, Heiliger Jodokus, Seitenflügel eines der ehemaligen Nebenaltäre der Kirche St. Martin in Meßkirch

Jodok (auch Jodocus, Jodokus, Judochus, Jobst, Jost, Joost, Joos, Josse, Joist, Yuzek, Juzeg, Jeg, Jouveen, Judganoc u. a.) war ein Klostergründer, Einsiedler und Pilger, der im 7. Jahrhundert im heutigen Nordfrankreich lebte. Jodok wird in der katholischen Kirche als Heiliger verehrt.

## Leben
Jodok wurde um 600/610 als Spross eines Fürstengeschlechts angeblich in Gaël in der Bretagne geboren; die etwa zweihundert Jahre später verfasste Vita bezeichnet ihn als Sohn des bretonischen Königs Juthaël. Jodok soll um 640 auf seinen weltlichen Herrschaftsanspruch verzichtet haben und wurde zunächst Priester in Diensten von Haymon, Herzog von Ponthieu. Acht Jahre lang lebte er als Einsiedler in Brahic, ab 652 war er 13 Jahre lang Priester in Runiac in der Picardie. 665 gründete er in Runiac eine Einsiedelei, die Keimzelle der später nach ihm benannten Benediktinerabtei Saint-Josse-sur-Mer. In späten Lebensjahren soll Jodok nach Rom gepilgert sein. Nach seiner Heimkehr lebte er als Einsiedler u. a. in Runiac. Jodok starb um 670 (genannt wird zumeist das Jahr 669, aber auch 668 und 675).

## Verehrung
Schon kurz nach 800 wird über sein Leben in anonymen Schriften berichtet. Die älteste, anonyme Vita (Lebensbeschreibung) ist in zwei Handschriften erhalten (Rouen U 26, U 32).
Die Verehrung des hl. Jodok gelangte über Gebetsbruderschaften der Benediktiner schon früh auch in deutschsprachige Gebiete, etwa in das Trierer Benediktinerkloster St. Maximin (Verehrung im 9. Jh. belegt), das Kloster Prüm (belegt im 848/849 beendeten Martyrologium Wandalberts) und nach Walberberg.
Im frühen 9. Jahrhundert sollen die sterblichen Überreste des Jodok nach England gelangt sein, jedenfalls wurden sie viele Jahrzehnte später angeblich in der Abtei Hyde (heute zu Winchester) wieder aufgefunden und am 25. Juli 977 nach Saint-Josse-sur-Mer übertragen. Damit wurde Saint-Josse zum Wallfahrtsort, der bis zum 12./13. Jahrhundert zu einem der bedeutendsten europäischen Pilgerziele wurde. In dem 1296–1313 entstandenen Epos Renner des Hugo von Trimberg wird die Wallfahrt erwähnt. Auch im Anhang des populärsten mittelalterlichen Volksbuchs, der Ende des 13. Jahrhunderts von Jacobus de Voragine verfassten Legenda aurea, findet sich oft die Lebensbeschreibung des hl. Jodok.
Ähnlich wie Jakobus der Ältere oder Nikolaus von Myra gilt Jodok als Patron der Pilger, Reisenden und Schiffer, außerdem gilt er, wie Rochus, als Helfer gegen Fieber und Pest. Auch als Schutzpatron der Bäcker, der Blinden und Kranken wird er genannt. Entlang von Pilgerstraßen wurden Kirchen, Kapellen und besonders oft Hospitäler auf den Namen des heiligen Jodok geweiht.
Mehrere Orte (St. Jobst, St. Jost, St. Jodok, Jobs, Jostberg) tragen seinen Namen (→ Siehe auch Artikel zum Vornamen Jodok). Das Wappen der Gemeinde Immenstaad am Bodensee, in der es eine Jodokskirche gibt, vereint mit Jakobsmuschel, Pilgerstäben und Krone die Attribute des heiligen Jodok. Auch der in Immenstaad beheimatete Nachbau einer historischen Lädine (Lastenkahn) trägt den Namen des Schiffer- und Ortspatrons St. Jodok.
Im Moor zwischen Odisheim und Stinstedt (Niedersachsen) existierte bis in die Zeit der Reformation eine Sankt-Joost-Kapelle, die von Pilgern aus weiten Teilen Nordeuropas besucht wurde. Deshalb hat die Gemeinde Stinstedt den Heiligen Jodok in ihr Wappen aufgenommen.
Die Wallfahrt nach St. Jost bei Langenfeld (Eifel) ist noch lebendig. In Tännesberg (Oberpfalz) wird seit einem Gelübde von 1796 jährlich am vierten Sonntag im Juli eine Reiterprozession, der Sankt-Jodok-Ritt, begangen, die zweitgrößte Pferdewallfahrt in Bayern.
Im Montafon ist der Hl. Jodokus Kirchenpatron des Münsters von Schruns. Am 3. Adventsonntag Gaudete wird dort der „silbrige Sonntig“ (silberne Sonntag) des Patroziniums gefeiert, bei dem nach dem Festgottesdienst der große Markt auf dem Kirchplatz eröffnet wird. Reliquien des heiligen Jodok befinden sich im Schrein unter dem Hochaltar der Pfarrkirche.
Der Gedenktag des heiligen Jodok ist der 13. Dezember.
→ Siehe auch: Jodokuskirche

## Jodok als Motiv der Kunst
Jodok wird in der Kunst als Einsiedler, Priester oder Pilger dargestellt. Fast immer weist eine Krone zu seinen Füßen auf den Herrschaftsverzicht des Königssohns hin. In manchen Darstellungen stößt Jodok die Krone mit einem Stab in die Erde, aus der eine Quelle entspringt.
Anton Bruckner komponierte 1855 die Kantate St. Jodok spross aus edlem Stamme als Namenstagsglückwunsch für den Florianer Chorherrn Jodok Stülz.

## Heraldik

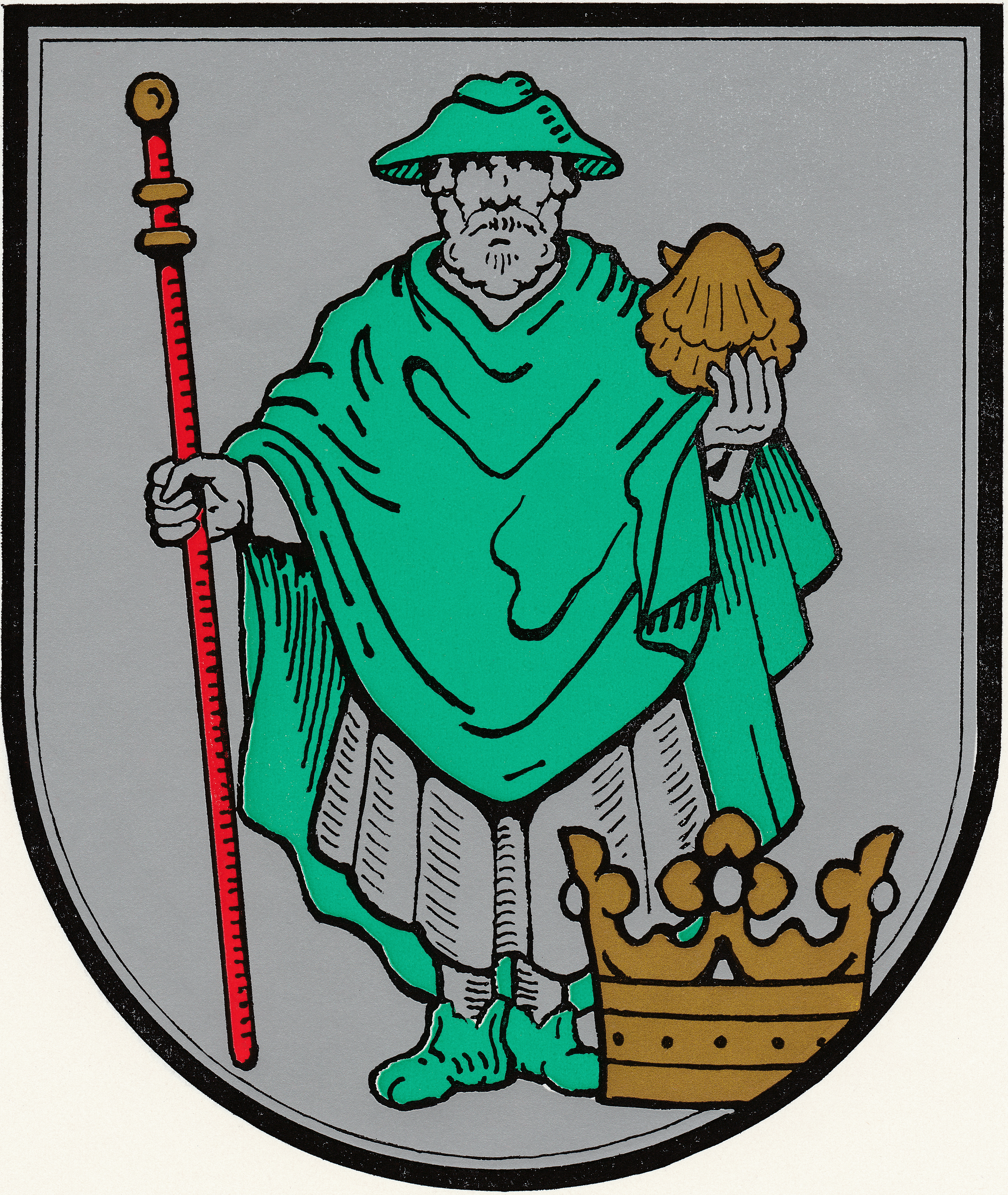
Der hl. Jodok als Wappenfigur im Gemeindewappen von Stinstedt
Attribute des hl. Jodok im Gemeindewappen von Immenstaad am Bodensee